# الشجعان فقط (فلم 2017)
الشجعان فقط (بالإنجليزية: Only the Brave)، هُو فيلم سيرة ذاتية ودراما أمريكي صدر سنة 2017، وأخرجه جوزيف كوزينسكي.

## طاقم التمثيل
- جوش برولين في دور إيريك مارش.
- مايلز تيلر في دور براندان مكدونا.
- جيف بريدجز في دور دوان ستاينبرينك.
- جينيفر كونلي في دور أماندا مارش.
- آندي ماكدويل في دور مارفل ستاينبرينك.
- أليكس راسل في دور أندرو آشكرافت.
- ديلان كينان في دور روبرت كالدويل.
- سكوت فوكس في دور ترافيس كارتر.
- رايان بوش في دور داستان ديفورد.
- تايلور كيتش في دور كريستوفر مكنزي.
- سام كوين في دور غرانت مكاي.
- كيني ميلر في دور شون ميسنر.
- ثاد لاكنبيل في دور سكوت نوريس.
- بين هاردي في دور وايد باركر.
- نيكولاس جينكز في دور جون بيرسين جونيور.
- جيك بيكينغ في دور أنثوني روز.
- جيمس ديل في دور جيسي ستيد.
- ماثيو فان فيترينغ في دور جو ثورستون.
- جيوف ستولتس في دور ترافيس توربيفيل
- رايان جيسون كوك في دور ويليام وارنيكي.
- سكوت هاز في دور كلايتون ويتيد.
- مايكل مكنالتي في دور كيفن وايجيك.
- براندون بانش في دور غاريت زوبيغر.
- بريتني راتليدج في دور جوليان آشكرافت.
- بيل جيمس في دور كلير كالدويل.
- ناتالي هال في دور ناتالي جونسون.
- جيني غابريال في دور ديزيري ستيد
- باربي روبرتسون في دور مارسينا ثورستون.
- جايد كامرمان في دور ستيفاني توربيفيل
- هاوارد فيرغسون جونيور في دور برايان فيرغسون.
- رايتشل سينغر في دور أم براندن.
- رالف ألدرمان في دور هايس.

## وصلات خارجية
مقالات تستعمل روابط فنية بلا صلة مع ويكي بيانات